# Cobitis trichonica
Cobitis trichonica és una espècie de peix de la família dels cobítids i de l'ordre dels cipriniformes.

## Morfologia
- Els mascles poden assolir 5,5 cm de llargària total i les femelles 8.[4]

## Reproducció
És ovípar i fresa entre abril i juny.

## Hàbitat
Viu en zones de clima subtropical.

## Distribució geogràfica
És un endemisme de Grècia.

## Estat de conservació
Es troba amenaçat d'extinció a causa de l'extracció d'aigua.